# Jessy Deminguet
Jessy Deminguet, né le 7 janvier 1998 à Lisieux, est un footballeur français. Il joue au poste de milieu de terrain au FC Metz.

## Biographie

### SM Caen
Natif de Lisieux, où il grandit au sein d'une famille de onze enfants et porte le maillot de l'US Lisieux puis du CA Lisieux, Jessy Deminguet signe au Stade Malherbe Caen en 2008, mais en rejoint le centre de formation à 13 ans. Deminguet fait ses débuts chez les professionnels le 24 octobre 2017, à l'occasion du 16e de finale de Coupe de la Ligue contre le FC Lorient. Le 5 novembre 2017, il est titulaire pour son premier match en Ligue 1, contre l'Olympique de Marseille. Alors que son temps de jeu progresse lors de la deuxième moitié de saison, il marque son tout premier but en Ligue 1 le 21 avril 2018, contre le FC Metz, d'un ciseau acrobatique. Quelques semaines plus tard, il signe son premier contrat professionnel avec son club formateur, qui est relégué en Ligue 2 en 2019.
Après trois saisons en Ligue 2 avec le club normand dont il est devenu un titulaire indiscutable, et le capitaine, et alors qu'il arrive à un an de la fin de son contrat, il refuse les offres de prolongation des dirigeants caennais, qui espéraient en faire le joueur central dans leur projet de retour en Ligue 1. Malgré ses velléités de départ, aucun club ne s'entend avec le SM Caen pour un transfert à l'été 2022 puis lors de l'hiver 2023. 

### RC Strasbourg
En février 2023, le Racing Club de Strasbourg annonce sa signature pour quatre ans, qu'il rejoindra à l'issue de la saison. Sous les ordres de Patrick Vieira, il commence la saison 2023-2024 comme titulaire. Après avoir débuté sept des 10 premières rencontres de championnat, il perd progressivement sa place dans le onze type. Sur la deuxième partie de saison, il ne participe qu'à 7 rencontres de Ligue 1, n'en débutant qu'une seule.

#### Prêt au FC Metz
Patrick Vieira ne pouvant lui garantir le temps de jeu dont il a besoin pour s'épanouir, il quitte l'Alsace pour la Lorraine, où il est prêté avec option d'achat au FC Metz, relégué en Ligue 2, le 10 juillet 2024,.
Il joue son premier match avec son nouveau club lors de la première journée de Ligue 2 contre le SC Bastia (1-1 score final). Le 29 novembre 2024, lors du 8e tour de Coupe de France face à l'US Raon, Jessy inscrit son premier but sous les couleurs du FC Metz et permet au club lorrain d'accéder aux 32es de finales de la compétition.

### FC Metz
Le 18 juin 2025, le club lorrain officialise le transfert définitif du joueur à la suite de la montée en Ligue 1. Il signe un contrat de trois ans, le liant jusqu'en 2028 avec le FC Metz,.

### Vie privée
Parmi ses nombreux frères et sœurs, sa sœur Anastasia Deminguet est elle aussi joueuse, évoluant en troisième division avec le SM Caen.

## Statistiques
| Saison                | Club                  | Championnat           | Championnat | Championnat | Championnat | Coupe nationale | Coupe nationale | Coupe nationale | Coupe de la Ligue | Coupe de la Ligue | Coupe de la Ligue | Play-offs | Play-offs | Play-offs | Total | Total | Total |
| Saison                | Club                  | Division              | M.          | B.          | P.d.        | M.              | B.              | P.d.            | M.                | B.                | P.d.              | M.        | B.        | P.d.      | M.    | B.    | P.d.  |
| 2017-2018             | SM Caen               | Ligue 1               | 12          | 1           | 1           | 3               | 0               | 0               | 1                 | 0                 | 0                 | -         | -         | -         | 16    | 1     | 1     |
| 2018-2019             | SM Caen               | Ligue 1               | 20          | 0           | 0           | 3               | 0               | 0               | 1                 | 0                 | 0                 | -         | -         | -         | 24    | 0     | 0     |
| 2019-2020             | SM Caen               | Ligue 2               | 25          | 6           | 2           | 4               | 0               | 2               | 1                 | 0                 | 0                 | -         | -         | -         | 30    | 6     | 4     |
| 2020-2021             | SM Caen               | Ligue 2               | 34          | 4           | 4           | 1               | 1               | 0               | -                 | -                 | -                 | -         | -         | -         | 35    | 5     | 4     |
| 2021-2022             | SM Caen               | Ligue 2               | 33          | 6           | 9           | 1               | 0               | 0               | -                 | -                 | -                 | -         | -         | -         | 34    | 6     | 9     |
| 2022-2023             | SM Caen               | Ligue 2               | 14          | 0           | 2           | 2               | 1               | 0               | -                 | -                 | -                 | -         | -         | -         | 16    | 1     | 2     |
| Sous-total            | Sous-total            | Sous-total            | 138         | 17          | 18          | 14              | 2               | 2               | 3                 | 0                 | 0                 | -         | -         | -         | 155   | 19    | 20    |
| 2023-2024             | RC Strasbourg         | Ligue 1               | 18          | 0           | 0           | 3               | 0               | 0               | -                 | -                 | -                 | -         | -         | -         | 21    | 0     | 0     |
| 2024-2025             | FC Metz (prêt)        | Ligue 2               | 30          | 1           | 3           | 2               | 1               | 1               | -                 | -                 | -                 | 3         | 0         | 0         | 35    | 2     | 4     |
| 2025-2026             | FC Metz               | Ligue 1               | 1           | 0           | 0           | -               | -               | -               | -                 | -                 | -                 | -         | -         | -         | 1     | 0     | 0     |
| Total sur la carrière | Total sur la carrière | Total sur la carrière | 187         | 18          | 21          | 19              | 3               | 3               | 3                 | 0                 | 0                 | 3         | 0         | 0         | 212   | 21    | 24    |

## Distinctions
- Novembre 2019 : Trophée UNFP du joueur du mois de Ligue 2[15]